# Eddy Vega
Eddy Geovani Vega Acosta (Roatán, 13 agosto 1980) è un ex calciatore honduregno, di ruolo attaccante.

## Caratteristiche tecniche
Punta centrale, poteva essere schierato anche come ala sinistra o come trequartista.

## Carriera

### Nazionale
Ha debuttato in Nazionale il 7 settembre 2005, nell'amichevole Giappone-Honduras (5-4), subentrando a Wilmer Velásquez al minuto 77. Ha partecipato, con la Nazionale, alla CONCACAF Gold Cup 2005. Ha collezionato in totale, con la maglia della Nazionale, una presenza.